# Collocalia linchi
Collocalia linchi е вид птица от семейство Бързолетови (Apodidae).

## Разпространение
Видът е разпространен в Индонезия и Малайзия.